# Walli de walvis
Walli de walvis is het honderdnegentiende stripverhaal uit de reeks van Suske en Wiske. Het is geschreven en getekend door Paul Geerts. Het werd gepubliceerd in De Standaard en Het Nieuwsblad van 5 januari 1978 tot en met 18 mei 1978. De eerste albumuitgave in de Vierkleurenreeks was in januari 1979, met nummer 171.

## Locaties
- België, Zuidpool, de Rosszee boven Antarctica, kamp van wetenschappers, Terra Incognita met kleutertuin, weerstation, de ijsgrot van Frigotunus.

## Personages
- Suske, Wiske, tante Sidonia, Lambik, Jerom, professor Barabas, Waggel en andere pinguïns, medewerker weerstation, Bonzaï en andere walvisvaarders, Neptuna (dochter van Neptunus), Fideeltje[1] (walvisbaby van Cubaanse kust), Aparti[2] (walvisbaby uit Zuid-Afrika), Mobie Dick[3] Walli (alle vier orka’s), roze walvis, Frigotunus en zijn snozems, postbode.

## Uitvindingen
- De gyronef en "het Strijkijzer", een vaartuig in de vorm van een strijkijzer, waarmee men zich door middel van verhitting door dikke ijslagen kan boren. Professor Barabas gebruikt het hier voor zijn onderzoek in het Zuidpoolgebied.

## Het verhaal
Professor Barabas bevindt zich in een kamp op Antarctica waar hij met collega’s een gat van 420 meter diepte heeft geboord, op zoek naar Terra Incognita. Maar zijn collega’s zijn vertrokken vanwege de kou. Er komt een gewonde pinguïn binnen en deze wordt door de professor verzorgd. De pinguïn wordt Waggel genoemd. 
De professor wordt met een harpoen neergeschoten door Bonzaï. Andere walvisjagers en de mannen nemen de radio en het voedsel mee. Ze zoeken eigenlijk een microfilm, maar vinden die niet. De professor kruipt in een ijsberg op weg naar zijn Strijkijzer en waarschuwt zijn vrienden. Deze gaan met de gyronef naar de Zuidpool en landen bij een weerstation. Ze krijgen inlichtingen en Jerom gaat als sledehond voor de kar. Ze zien een walvisvaarder en Jerom laat het schip, na een aanval, zinken. De mannen kunnen met een sloep ontkomen. De vrienden vinden een pinguïn met een emmer vis. Ze volgen de pinguïn en vinden professor Barabas die hen vertelt over het Strijkijzer in de ijsberg. Jerom maakt een gat in de ijsberg. De vrienden waarschuwen tante Sidonia, die de professor zal ophalen, en zinken af in het ijs.
Waggel legt een ei met daarin de microfilm van professor Barabas, en de vrienden zien nu de onderwaterwereld. Ze vinden Terra Incognita en Lambik gaat met een duikpak naar binnen, waar hij door pinguïns wordt gegrepen. De vrienden zien dat ze in een kleutertuin zijn beland. Neptuna legt uit dat de walvissen door de jacht met uitsterven worden bedreigd. Daarom brengen ze hun baby’s naar de kleutertuin om verzorgd te worden. Lambik vertelt dat nog niet zo lang geleden is besloten dat er in plaats van 763 walvissen nu 6444 walvissen door de walvisvaart gevangen mogen worden, in de internationale overeenkomst van de Internationale Walvisvaartcommissie van Canberra. Dan is er een hulpkreet van een gewonde moeder. Jerom verslaat een orka en ziet de gewonde walvis met haar jong. Hij houdt de walvisvaarder tegen en brengt het jong naar de kleutertuin nadat hij de moeder heeft begraven.
De baby wordt Walli genoemd en de vrienden verzorgen de baby’s, maar Walli ontsnapt en Suske en Wiske gaan het dier achterna. Ze vinden Walli bij het graf van zijn moeder en worden dan door orka’s omsingeld. Ze worden aangevallen, maar de dieren verdwijnen door het geluid van een onderwatermicrofoon. Walli volgt de microfoon en Suske en Wiske kunnen het dier redden. Het duikpak van Wiske is wel beschadigd en de kinderen gaan daarom aan boord van de walvisvaarder. Walli wordt gevangen en als lokaas gebruikt. Wiske praat over Terra Incognita en de kinderen worden afgeluisterd. Suske wordt bedreigd met een harpoen, maar dan springt Wiske met Suske van boord en het touw van Walli wordt afgebroken. Ze kunnen aan de achtervolgers ontkomen en Suske en Wiske worden op een ijsschots gezet. Walli wil Lambik en Jerom waarschuwen. Lambik en Jerom vinden dat de kinderen lang weg zijn en gaan met het Strijkijzer op zoek. Ze komen bij de walvisvaarder en worden beschoten. Ze laten de walvisvaarder zinken en Jerom zet de boot op een ijsschots. Met het kapotte Strijkijzer gaan Lambik en Jerom terug naar Terra Incognita. Walli kan Suske en Wiske redden van een enorme orka, maar ze komen allemaal in een grot te zitten. Walli volgt een roze walvis. Hij is al snel verliefd op het dier, maar wordt gevangengenomen. Wiske wordt ook door de snozems gevangen. Suske vindt een kasteel in de vorm van een ijsje.
Frigotunus heeft Walli en wil Neptunus verslaan. Hij is naar deze plek verbannen nadat hij de strijd om de macht over de zeeën van Neptunus had verloren. Hij wil de zeeën opnieuw in ijs veranderen met zijn ijsmachine en heeft de walvisjongen gevangengenomen om zijn machine aan te drijven. Walli wil niet gebruikt worden en ontsnapt, maar wordt door de roze walvis teruggelokt. Suske en Wiske moeten de roze walvis dan wel aanvallen. Het blijkt een machine te zijn, een lokvis, door de snozems gebruikt om walvissen te lokken voor de ijsmachine. Walli gaat hierna meteen op weg om zijn soortgenoten te bevrijden uit het rad. Wiske draait de kranen van de machine dicht en Lambik en Jerom hebben het Strijkijzer gerepareerd. Ze komen in de grot terecht en de machine staat op het punt van ontploffen, als Jerom het apparaat in het water gooit. De grot begint meteen te smelten en Frigotunus en de snozems kunnen ontkomen. De vrienden ontsnappen ook in het Strijkijzer. 
Wiske mag foto’s maken van de onderwaterwereld om aan professor Barabas te laten zien, maar verder moet het bestaan van Terra Incognita geheim blijven. Van de postbode hoort Wiske al snel dat het geen geheim meer is en Lambik leest dat in Japan al een nieuwe vloot walvisvaarders gereed staat.